# Closterium navicula
Closterium navicula  là một loài Song tinh tảo trong họ Desmidiaceae, thuộc chi Closterium.